# جون أوغيلفي
جون أوغيلفي (بالإنجليزية: John Ogilvie)‏ (28 أكتوبر 1928 - 2 مايو 2020) هو لاعب كرة قدم بريطاني في مركز الظهير. لعب مع ليستر سيتي ونادي هيبرنيان ونادي مانسفيلد تاون.

## وصلات خارجية
- جون أوغيلفي على موقع قاعدة بيانات كرة القدم.إي يو (الإنجليزية)